# Ansiea buettikeri
Ansiea buettikeri är en spindelart som först beskrevs av Ansie S. Dippenaar-Schoeman 1989.  Ansiea buettikeri ingår i släktet Ansiea och familjen krabbspindlar.
Artens utbredningsområde är Saudiarabien. Inga underarter finns listade i Catalogue of Life.